# Choi Tae-joon
Dans ce nom coréen, le nom de famille, Choi, précède le nom personnel.
Pour les articles homonymes, voir Choi.
Choi Tae-joon (coréen : 최태준) né le 7 juillet 1991 à Séoul est un acteur sud-coréen, occasionnellement chanteur,. Il s'est fait connaître grâce à son rôle principal dans la série télévisée Exit en 2018.

## Carrière
Il fait ses débuts en tant qu'enfant acteur en 2001 dans la série télévisée Piano, jouant la version jeune du personnage de Jo In-sung.
Il se fait connaître d'abord avec divers second rôles, notamment dans le drama fantastique Padam Padam (2011) interprétant le  fils de Yang Kang Chil, dans l'adaptation du webtoon Puberty Medley (2013) dans le rôle d'un jeune homme de 20 ans intimidateur, un criminel dans Missing 9 (2017) et un avocat dans la comédie romantique Suspicious Partner (2017). Choi Tae-joon obtient son premier rôle principal en 2016 dans le film pour adolescents Eclipse.
En 2016, il participe à l'émission de télé-réalité We Got Married avec la chanteuse Yoon Bo-mi d'Apink. La même année, il anime l'émission de variétés Hello Counselor d'août à septembre.
En 2018, Choi Tae-joon obtient son premier rôle principal à la télévision dans la mini-série en deux épisodes Exit.
En 2021, il est sélectionné pour faire partie du casting de la série romantique So I Married the Anti-fan, dans le rôle principal masculin, basé sur le webtoon du même nom.

## Vie personnelle
Le 7 mars 2018, Santa Claus Entertainment déclare que Choi Tae-joon est en couple avec l'actrice Park Shin-hye depuis fin 2017,,.
Le 23 novembre 2021, Park Shin-hye annonce sa grossesse ainsi que leur cérémonie de mariage privée le 22 janvier 2022 à Séoul.
Service militaire
Il commence son service militaire le 1er août 2019 et sert en tant que fonctionnaire en raison de problèmes de santé. Il est démis de ses fonctions le 18 mai 2021.

## Filmographie

### Films
| Année | Titre     | Rôle        | Réf.   |
| ----- | --------- | ----------- | ------ |
| 2003  | Project X |             |        |
| 2012  | Pacemaker | Min Yoon-ki | [ 18 ] |
| 2016  | Eclipse   | Se-joon     | [ 8 ]  |

### Séries télévisées
| Année | Titre                     | Rôle                                                  | Chaîne  | Réf.   |
| ----- | ------------------------- | ----------------------------------------------------- | ------- | ------ |
| 2001  | Piano                     | Lee Kyung-ho enfant                                   | SBS     | [ 19 ] |
| 2002  | Magic Kid Masuri          | Min Ho-soo                                            | KBS 2TV | [ 3 ]  |
| 2011  | Padam Padam               | Im Jung                                               | JTBC    | [ 4 ]  |
| 2012  | The King of Dramas        | Oh In-sung, l'acteur dans Elegant Revenge (épisode 1) | SBS     | [ 20 ] |
| 2012  | The Great Seer            | Yi Bang-won                                           | SBS     | [ 21 ] |
| 2013  | Ugly Alert                | Gong Hyun-seok                                        | SBS     | ,      |
| 2013  | Puberty Medley            | Lee Yeok-ho                                           | KBS 2TV | [ 24 ] |
| 2014  | Mother's Garden           | Cha Ki-joon                                           | MBC     | [ 25 ] |
| 2015  | A Girl Who Sees Smells    | Ye Sang-gil                                           | SBS     | [ 26 ] |
| 2015  | All About My Mom          | Lee Hyung-soon                                        | KBS 2TV | [ 27 ] |
| 2016  | The Flower in Prison      | Sung Ji-heon                                          | MBC     | [ 28 ] |
| 2017  | Missing 9                 | Choi Tae-ho                                           | MBC     | [ 29 ] |
| 2017  | Suspicious Partner        | Ji Eun-hyuk                                           | SBS     | [ 30 ] |
| 2018  | Exit                      | Do Kang-soo                                           | SBS     | [ 31 ] |
| 2018  | The Undateables           | Choi Jun-soo                                          | SBS     | [ 32 ] |
| 2021  | So I Married the Anti-fan | Hoo Joon                                              | Naver   | [ 12 ] |

### Webséries
| Année | Titre              | Rôle    | Chaîne | Réf.   |
| ----- | ------------------ | ------- | ------ | ------ |
| 2017  | 109 Strange Things | KDI-109 | Naver  | [ 33 ] |

- 2022 : Island (아일랜드) : Gungtan

### Émissions de télévision
| Année | Titre              | Chaîne  | Rôle         | Notes                                            | Réf.   |
| ----- | ------------------ | ------- | ------------ | ------------------------------------------------ | ------ |
| 2016  | Hello Counselor    | KBS     | Présentateur | épisodes 288 à 341                               | [ 10 ] |
| 2016  | Celebrity Bromance | MBig TV | Invité       | Saison 2 avec Zico (Block B)                     | [ 34 ] |
| 2016  | We Got Married     | MBC     | Invité       | Saison 4 avec Bomi de Apink (épisodes 341 à 363) | [ 9 ]  |

### Clip-vidéos
| Année | Titre               | Artiste(s)   | Réf.   |
| ----- | ------------------- | ------------ | ------ |
| 2013  | Bye Bye Happy Days! | Kara         |        |
| 2017  | When We Were Two    | Urban Zakapa | [ 35 ] |

## Prix et nominations
| Année | Prix                      | Catégorie                               | Travail nommé        | Résultats  | Réf.   |
| ----- | ------------------------- | --------------------------------------- | -------------------- | ---------- | ------ |
| 2014  | 2e Asia Rainbow TV Awards | Meilleur acteur dans un second rôle     | Ugly Alert           | Nomination |        |
| 2014  | MBC Drama Awards          | Meilleur nouvel acteur                  | Mother's Garden      | Lauréat    | [ 36 ] |
| 2015  | KBS Drama Awards          | Meilleur nouvel acteur                  | All About My Mom     | Nomination |        |
| 2015  | KBS Drama Awards          | Meilleur couple (avec Jo Bo-ah)         | All About My Mom     | Nomination |        |
| 2016  | MBC Drama Awards          | Prix d'excellence                       | The Flower in Prison | Nomination |        |
| 2016  | KBS Entertainment Awards  | Prix pour un débutant dans une émission | Hello Counselor      | Lauréat    | [ 37 ] |
| 2017  | 2e Asia Artist Awards     | Prix - nouvelle génération              | NC                   | Lauréat    | [ 38 ] |
| 2017  | MBC Drama Awards          | Meilleur personnage                     | Missing 9            | Lauréat    | [ 39 ] |
| 2017  | SBS Drama Awards          | Prix d'excellence                       | Suspicious Partner   | Nomination |        |
| 2018  | 3e Asia Artist Awards     | Meilleure icône                         | NC                   | Lauréat    | [ 40 ] |